# Аденауэрплац (станция метро)
«Аденауэрплац» (нем. Adenauerplatz) — станция Берлинского метрополитена. Расположена на линии U7, между станциями «Вильмерсдорфер-Штрассе» и «Констанцер-Штрассе», на пересечении улиц Курфюрстендамм и Бранденбургише-штрассе (нем. Brandenburgische Straße).

## История

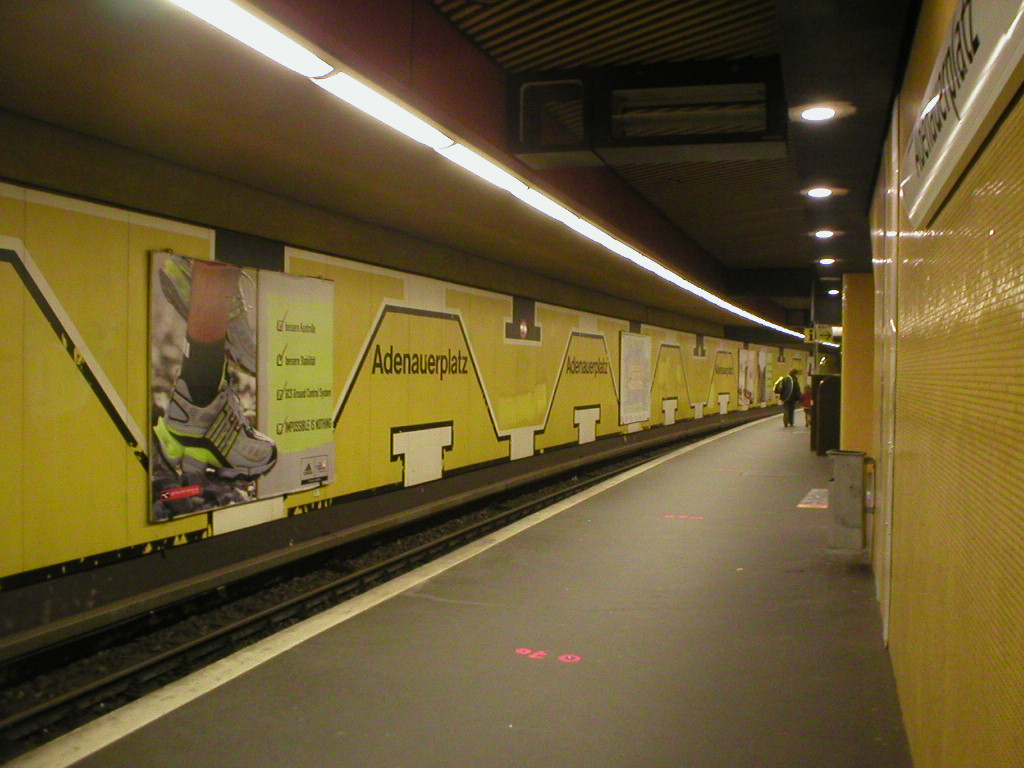
Первоначальный облик станции

Станция открыта 28 апреля 1978 года в составе участка «Фербеллинер Плац» — «Рихард-Вагнер-Плац». Непосредственно под действующей станцией находится законсервированная станция — задел для продления линии U1. В 2004 году станция была реконструирована, и первоначальный облик был утрачен.

## Архитектура и оформление
Колонная двухпролетная станция мелкого заложения. Архитектор — Райнер Г. Рюммлер. Путевые стены облицованы металлическими панелями жёлтого цвета. Колонны круглого сечения облицованы белыми металлическими панелями. Единственный выход со станции расположен в центре платформы.